# Зекка, Фернан
Фернан Зекка (фр. Ferdinand Zecca, 19 февраля 1864, Париж — 23 марта 1947, там же) — французский режиссёр, продюсер.

## Биография
Родился и умер в Париже (1864—1947). Отец Фернана работал привратником в театре канатоходцев «Амбигю» и машинистом сцены в театре «Фюнамбюль». У Фернана было два брата: старший был актёром, режиссёром, писал для театра, а младший, Жорж, выступал под псевдонимом Роллини и с 1900 года работал в фирме фонографов «Пате».
Фернан работал заведующим постановочной частью одного из парижских театров. Выступал как шансонье в кафе.
В 1890 году Зекка начинает работать на студии звукозаписи «Пате». В 1900 году Фердинанд Зекка специализировался на записи звука на валики (читал проповеди и речи государственных деятелей).
Свой путь в кинематографе 3екка начал после приглашения от Шарля Пате исполнить перед кинокамерой несколько номеров из своей программы в мюзик-холле. Большой популярностью у зрителей пользовался фильм «Злодеяние телячьей головы».
В 1899 году в качестве режиссёра снял комедийный фильм «Немой меломан» озвученный с использованием фонографа. Зекка также исполнил в нём главную роль вместе с комиком Шарлюсом, выполнившим сценарий и постановку. Для фильмов 1901—1902 годов характерно, что в большинстве случаев — это точная копия фильмов прямых конкурентов: Мельеса, Поля, Джемса Уильямсона и других.
В 1902 году Зекка переходит на создание комических сценок, однако в историю кино он вошёл, как «реалист», так как им была создана серия фильмов, которую он сам называл «драматические или реалистические сцены».
В 1905 году Фернан становится генеральным директором фирмы «Пате». Осуществляет художественное руководство фильмами режиссёров Нонге, Эзе, Велля, Капеллани, Ганье, Пукталя и других.
В 1914 году Фернан Зекка прекратил свою режиссёрскую и продюсерскую деятельность, целиком переключившись на решение административных проблем. Он занимается оборудованием киностудий в Берлине, Джерси-Сити, руководит филиалом «Пате» в США, а в 1920 году становится директором «Пате-бэби», отделения фирмы, производящего узкоплёночные аппараты.

Фердинанд Зекка явился как бы связующим звеном между кустарным и промышленным производством. Он начинал как одиночка, мастер на все руки, а затем стал «начальником штаба», отдающим приказы и распоряжения целой съёмочной группе.— Ежи Тёплиц
В 1935 году Жорж Франжю говорил о Зекка: «Зекка сегодня, как и в прошлом, предстаёт мастером своего дела; немногие современные режиссёры способны воссоздать великолепные эпизоды, который он снял в своих фильмах».

## Фильмография
| - 1899 — Злодеяние телячьей головы - 1899 — Немой меломан / как актёр - 1901 — Блудный сын - 1901 — Убийство Мак-Кинли - 1901 — История одного преступления / Histoire d’un crime - 1901 — Освоение воздуха / À la conquête de l’air - 1901 — Подводная драма / Un drame au fond de la mer - 1901 — Дети капитана Гранта / Les enfants du capitaine Grant - 1901 — Семь замков дьявола - 1902 — Катастрофа на Мартинике / La Catastrophe de la Martinique - 1902 — Буря в спальне - 1902 — Идиллия в туннеле - 1902 — Через замочную скважину - 1902 — Нескромная банщица - 1902 — Спящая красавица / La belle au bois dormant - 1902 — Кот в сапогах - 1902 — Дело Дрейфуса / L’affaire Dreyfus - 1902 — Куда идешь? / Quo Vadis - 1903 — Жертвы алкоголизма / Les Victimes de l’alcoolisme - 1903 — Жизнь игрока | - 1903 — Стачка - 1903 — Дон Кихот - 1905 — Жизнь и страсти Иисуса Христа - 1905 — Жизнь и страдания Иисуса Христа - 1905 — Воскресение Лазаря - 1905 — Христос, идущий по водам - 1905 — Поклонение волхвов - 1905 — Десять жён на одного мужа / Dix femmes pour un mari - 1905 — Фантастический ныряльщик / Fantastic Diver - 1907 — Золотой жук / Golden beetle - 1908 — Дело Дрейфуса / L’affaire Dreyfus - 1910 — Клеопатра - серия Сцены жестокой жизни / совместно с Лапренсом - 1910 — 1912 — Сцены жестокой жизни - Отхода ко сну новобрачной - Дьявольский ужин - Драма в шахте |